# Moko (Geld)

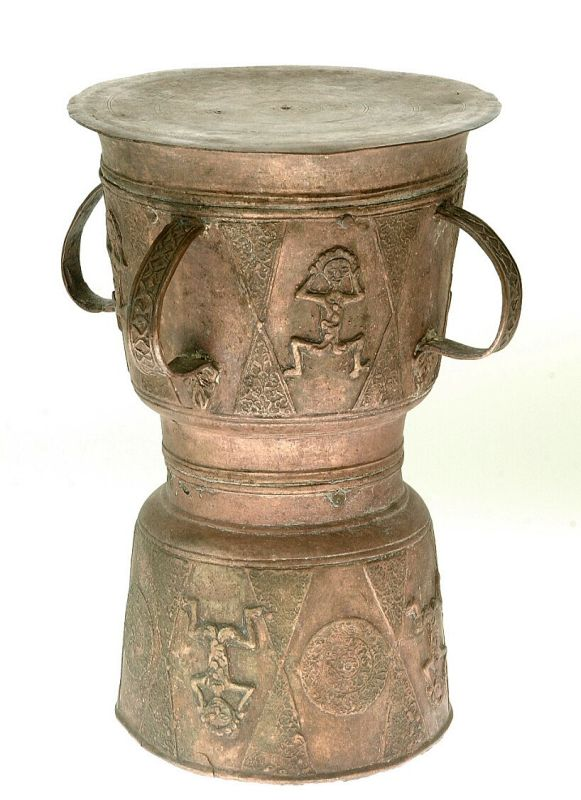
Moko aus Alor (vor 1919); 32,5 × 21 cm (Typ II)

Moko, auch Mokko, ist ein in Teilen der südostasiatischen Kleinen Sundainseln verbreiteter Kultgegenstand, der vom 17. bis zum Beginn des 20. Jahrhunderts als Warengeld aus Bronze Verwendung fand. Eine Moko hat die Form einer sanduhrförmigen Trommel, weshalb sie häufig als „Bronzetrommel“ bezeichnet wird. Instrumentenkundlich ist die Bezeichnung „Kesselgong“ aber zutreffender. Sie wurden üblicherweise nicht zum Musizieren verwendet. Typisch sind vier, im oberen Bereich angebrachte Henkel. Mokos waren vor allem auf Alor, Solor und Pantar, teilweise auch auf Java, Bali, Flores und Timor in Gebrauch.

## Hintergrund
Eine Moko wird aus zwei oder drei Gussteilen zusammengesetzt. Ihre Seiten sind mit Tier- und Pflanzenmotiven ornamentiert. Sie sind bei einer Masse zwischen 3,5 und 7 kg zwischen 30 cm und knapp 70 cm hoch. Design und Verzierungen ähneln den Bronzetrommeln der Dong-Son-Kultur (etwa 800 v. Chr.-200 n. Chr.) aus Vietnam. Tatsächlich fand man bisher etwa 20 Bronzetrommeln der Dong-Son-Kultur in der südostasiatischen Inselwelt, so auf den Molukken, Timor und Neuguinea. Ein 2015 in Osttimor gefundenes, gut erhaltenes Exemplar wog 80 kg und wurde auf ein Alter von 2000 Jahren geschätzt. Auch die ersten Mokos auf Alor und Pantar fand man, lokalen Legenden und Mythen zufolge, vergraben in der Erde oder es heißt, übernatürliche Wesen hätten die Mokos den Vorfahren übergeben. In diesem Sinne seien Mokos „schon immer“ auf den Inseln Alor und Pantar gewesen. Später wurden Mokos auch auf den Inseln hergestellt. Ab dem 19. Jahrhundert brachten Händler Mokos als Handelsware von Java und aus China auf den Alor-Archipel.

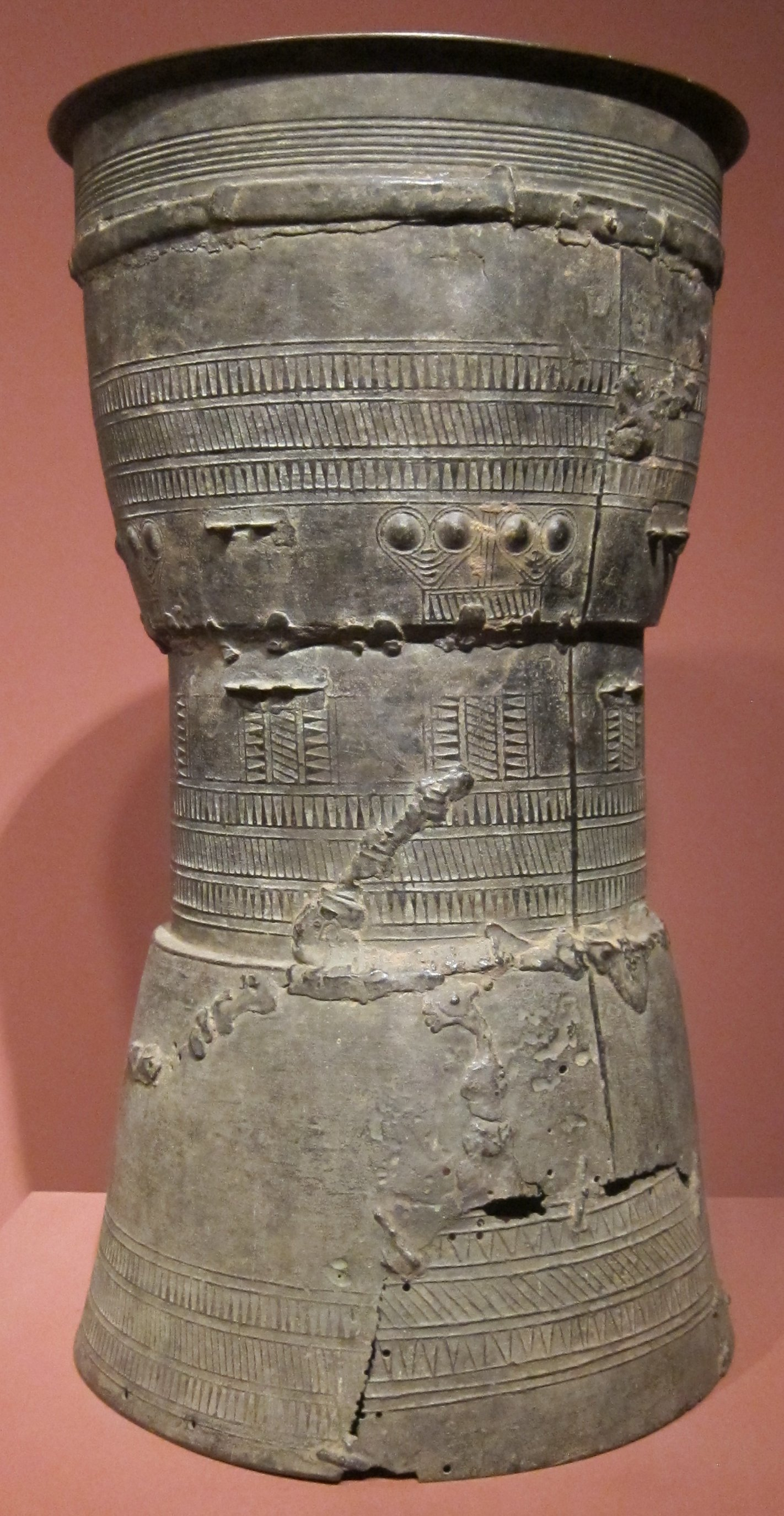
Die Mokko Pung ist die wichtigste Form der Mokos auf Pantar. Auf Alor sind sie seltener.

Auf Alor dienen Mokos als Brautpreis (aloresisch belis), den der Bräutigam an den Vater der Braut zahlt. Zudem waren sie bis in die 1920er Jahre in Verwendung als Tauschmittel für bei der Kopfjagd erbeutete Köpfe und Frauen konnten gegen eine bestimmte Zahl von Mokos auch in die Sklaverei an Außenstehende verkauft werden. Bei letzterem war es Aloresen und Pantaresen allerdings verboten als Käufer aufzutreten. Sie konnten Frauen nur als Braut erwerben, indem sie durch die Moko-Zahlung ihren sozialen Status zur Schau stellten, denn Mokos hatten nicht nur Geldfunktion; ihr Besitz vermittelte über den rein materiellen Wert hinaus soziales Prestige. Innerhalb der Familien oder Clans wurden Mokos vererbt. Mit ihrer Hilfe glaubte man, Kontakt zu den toten vorherigen Besitzern herstellen zu können.
Der Tauschwert einer Moko hängt zum Teil vom Gewicht, aber auch von ihrem Alter und ihrer Schönheit ab. Der genaue Wert Moko richtet sich nach ihren „Pfeilen“. Die Anzahl der Pfeile kann nur anhand der Zeichnungen am Körper der Trommel abgelesen werden. Über das nötige Wissen dazu verfügen meist nur noch einige alte Männer. Auch muss der Name der individuellen Moko bekannt sein, um sie richtig bewerten zu können. Allerdings sind bei vielen Trommeln die Namen in Vergessenheit geraten. Eine Moko pung, wie sie vor allem auf Pantar vorkommt, kann zum Beispiel einen, zwei, fünf oder sieben Pfeile haben. Pro Pfeil wird ein Wert von ein bis zwei Millionen Rupiah (etwa 100 Euro) veranschlagt.
Auf Bali wurden Mokos eher als Kultgegenstände verwendet und auf Podesten oder in Tempeln aufgestellt. Auf Adonara gelten sie als Fruchtbarkeitssymbol. Vor der Ernte holt man sie dort aus dem Lager und bietet ihnen Opfergaben dar. Auf beiden Inseln gelten Mokos als heilig, weswegen sie nicht einfach berührt werden dürfen. Als sakrale Gegenstände gelten Mokos als beseelt und man sagt ihnen nach, sie könnten sich von selbst fortbewegen.
Auf Lembata werden die Mokos als Erbe von den Ahnen verehrt. Sie sollen in den Mokos leben, weswegen sie nicht außerhalb des Klans veräußert werden dürfen.
Der Geldwert besonderer Mokos erreichte Ende des 19. Jahrhunderts 1000 niederländische Gulden. Um 1914 gab es auf der Insel Alor einer offiziellen Zählung zufolge rund 20.000 Mokos. In Europa wurden sie ein wertvolles Sammlerobjekt, doch ab 1914 wurden die Mokos von niederländischen Kolonialbeamten als Zahlungsmittel verboten. Die Kolonialregierung von Niederländisch-Indien zog die Mokos gegen fünf bis sechs Gulden pro Stück ein. Viele der eingezogenen Mokos wurden eingeschmolzen, wodurch die Verbliebenen immer seltener wurden und ihr Sammlerwert entsprechend beträchtlich stieg. Doch die Zerstörung verlief nicht systematisch und als Brautpreis durften sie weiter verwendet werden. So haben bis heute in weiten Teilen des Alor-Archipels Mokos weiterhin eine wichtige Rolle bei Hochzeiten. Bei den Diang aus Zentralpantar kann die traditionelle Übergabe einer Moko bei einer Hochzeit zum Beispiel selbst durch Geldzahlungen nicht ersetzt werden, wie es bei Strafen nach dem Adat-Recht heute möglich ist. Die männlichen Verwandten müssen den Heiratspartner von Tochter, Schwester oder Nichte bestimmen. Ist eine Moko (oder ausnahmsweise ein Ersatz) nicht vorhanden, muss entweder eine Moko beschafft werden oder die Familie der Braut kann später ein anderes heiratsfähiges Mädchen zurückverlangen. Immerhin gab es eine Vereinheitlichung und Vereinfachung der Zahlungen mit Mokos, entsprechend der heutigen Seltenheit der Bronzetrommeln. Abgesehen vom sozialen Status, richtete sich der Brautpreis früher nach dem Brautpreis ihrer Mutter. Hatte der Bräutigam der Mutter damals sechs Mokos gezahlt, mussten für die Tochter mindestens sieben Mokos gezahlt werden. Angesichts der immer seltener werdenden Mokos und der immer weiter steigenden Preise, konnten Männer entweder nie oder erst im gesetzten Alter heiraten. Daher umfasst der Brautpreis heute, neben anderen Dingen, nur noch eine Moko Male für den Vater der Braut und zwei Moko Pung. Den Eltern des Bräutigams muss eine Moko von der Brautfamilie übergeben werden, die einen Drittel des Werts der beiden Moko Pung hat.
Kleine, aus Holz geschnitzte Mokos wurden bei den Diang an besonderen Orten, wie Weggabelungen abgelegt. Sie sollten Krankheiten verhindern, indem man die Ahnen und Geister besänftigte. Dazu wurden die Mini-Mokos zuvor am Körper von Kranken gerieben, damit die Krankheit auf diese übergeht. Die Ahnen und Geister sollten dann die Krankheit aus der Moko nehmen.

## Einteilung
Man kann vier verschiedene Typen unterscheiden:
Mokos von Typ I zeigen dieselben Verzierungen wie der sogenannte Mond von Pejang, ein 180 cm hoher Kesselgong in einem Tempel im balinesischen Pejang. Auf dem Hauptkörper der Trommel befindet sich ein menschliches Gesicht mit hervorstehender Nase, vorgewölbten Augen und langgezogenen Ohrläppchen mit münzförmigen Ohrringen. Dazu kam ein achtzackiger Stern im Zentrum der Trommelmembran, gewellte Linien mit Knoten, geometrische Verzierungen und Häuser. Diesen Typus fand man auf Bali, Alor, Flores und Adonara.
Typ II-Mokos kamen von Flores und Alor. Die Motive auf diesen Trommeln stammen von antiken Tempeln der Insel Java und zeigen Figuren, ähnlich jenen im Schattenspiel, Köpfe von Monstern (kala), Blumen und Spiralen. Aufgrund der Motive werden diese Trommeln auch als „klassisch“ oder „hinduistisch“ bezeichnet.
Bei Typ III-Mokos von Flores und Alor macht sich niederländischer und englischer Einfluss bemerkbar. Die Motive zeigen zum Beispiel Zeusköpfe, Löwen, Kronen, Weintrauben und -blätter.
Aus der Zeit von vor dem Zweiten Weltkrieg stammen die Mokos des Typs IV. Sie zeigen komplizierte Motive, manche mit Mensch- und Tiergestalten, andere mit Blumen oder geometrischen Formen. Diese Mokos finden sich auf Java, Alor und Flores.

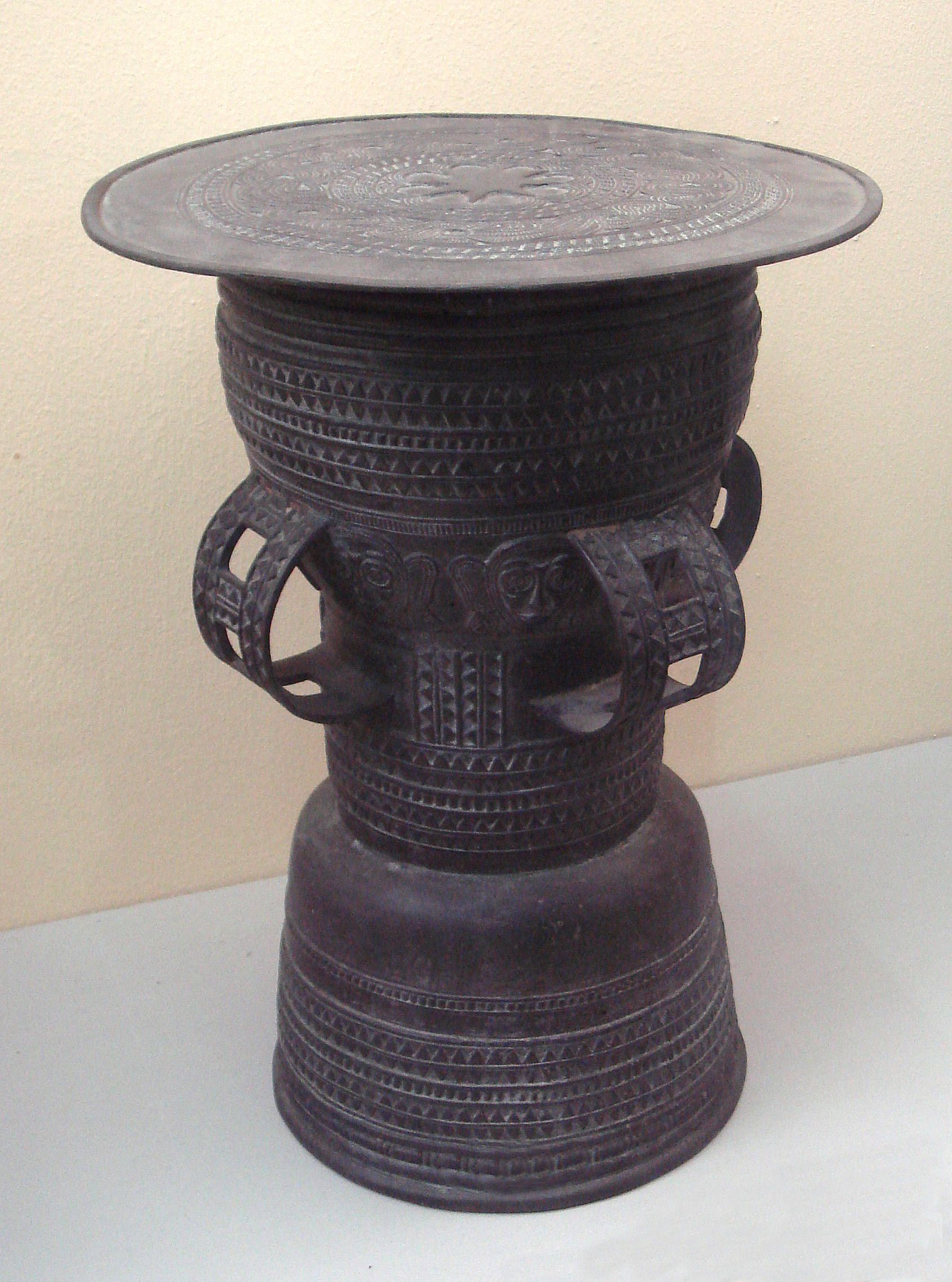
Typ I aus Bali
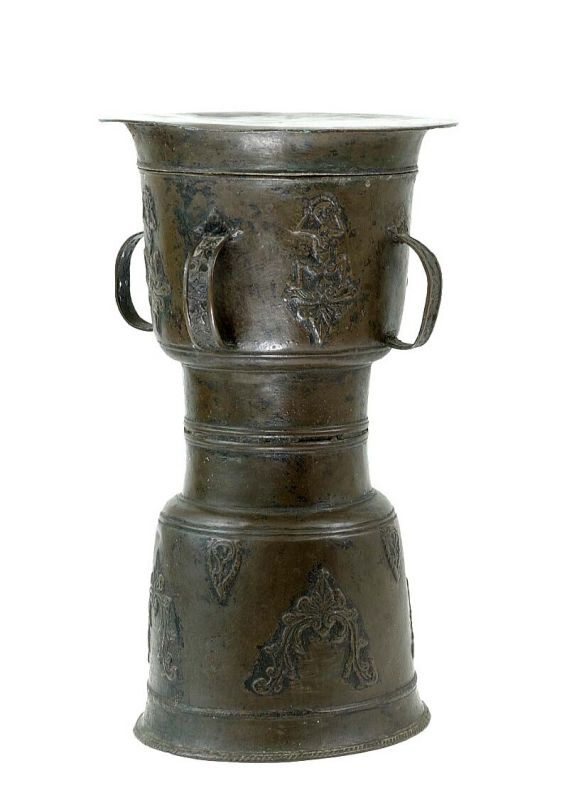
Typ II
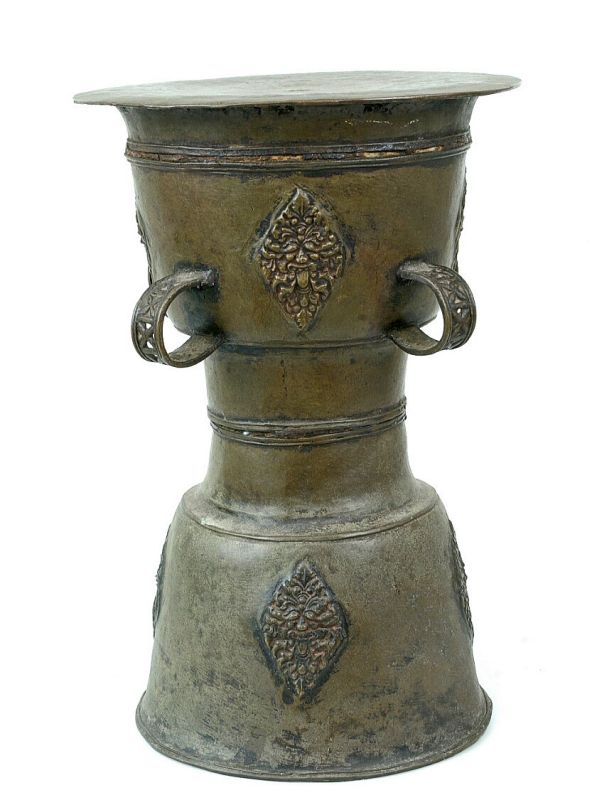
Typ III
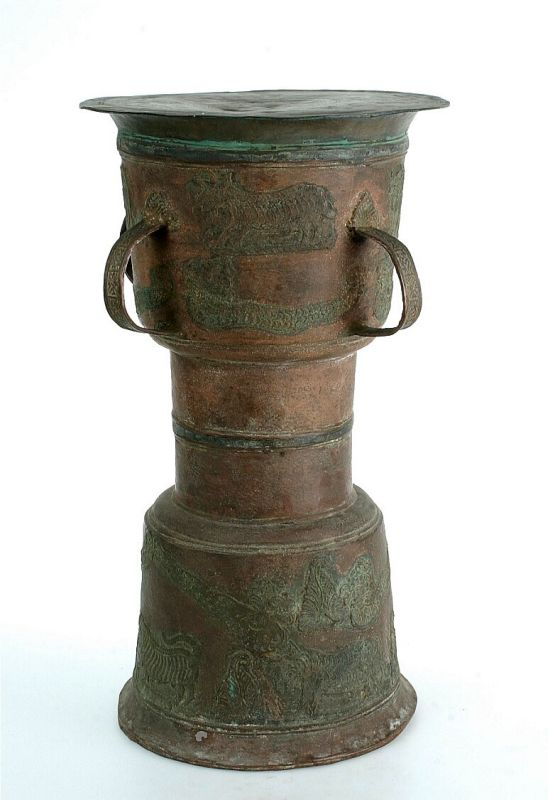
Typ IV